# هاینریش دویبل
هاینریش دویبل (به آلمانی: Heinrich Deubel) (زاده ۱۹ فوریه ۱۸۹۰، مرگ ۲ اکتبر ۱۹۶۲) یک نظامی آلمانی در دوره رایش سوم و از ۱۲ ژانویه ۱۹۳۵ تا ۳۱ مارس ۱۹۳۶ فرمانده اردوگاه کار اجباری داخاو بود.